# Grönloken, Dalarna
Grönloken är en sjö i Mora kommun i Dalarna och ingår i Ljusnans huvudavrinningsområde.